# Wodospad Piszczaka
Wodospad Piszczaka (541 m n.p.m.) – niewielki wodospad w polskich Karkonoszach, na potoku Piszczak, powyżej Kowar.
Znajduje się we wschodnich Karkonoszach, w Kowarskim Grzbiecie, w skalistym wąwozie zwanym Uroczyskiem. Jego wysokość wynosi ok. 3 m.